# Krasnov-Schneeglöckchen
Das Krasnov-Schneeglöckchen (Galanthus krasnovii) ist eine Pflanzenart aus der Gattung der Schneeglöckchen (Galanthus) in der Familie der Amaryllisgewächse (Amaryllidaceae).

## Merkmale
Das Krasnov-Schneeglöckchen ist eine ausdauernde und krautige Pflanze, die Wuchshöhen von 7 bis 22, selten bis 27 Zentimeter erreicht. Dieser Geophyt bildet eine Zwiebel als Überdauerungsorgan aus, die 1,7 bis 3 (4) × 0,9 bis 2,5 Zentimeter misst. Die Laubblätter sind zu Blütezeit 7 bis 19 × 1,5 bis 4 Zentimeter groß, hellgrün und glänzend. Sie sind oberseits glatt oder besitzen zwei bis vier feine Längsfurchen, oft fein gerunzelt.
Die inneren Blütenhüllblätter sind elliptisch bis verkehrteilanzettlich, verschmälern sich zum Ende hin und haben abgerundete Spitzen. Die Staubbeutel sind bespitzt.
Die Blütezeit reicht von März bis Mai.
Die Chromosomenzahl beträgt 2n = 24.

## Vorkommen
Das Krasnov-Schneeglöckchen kommt im West-Kaukasus in Abchasien, Adscharien und der Nordost-Türkei auf feuchten Wiesen, Lichtungen und lichten Buschwäldern bis in Höhenlagen von 1500 Meter vor.

## Nutzung
Das Krasnov-Schneeglöckchen ist in Deutschland vermutlich nicht in Kultur.